# Фантомні острови

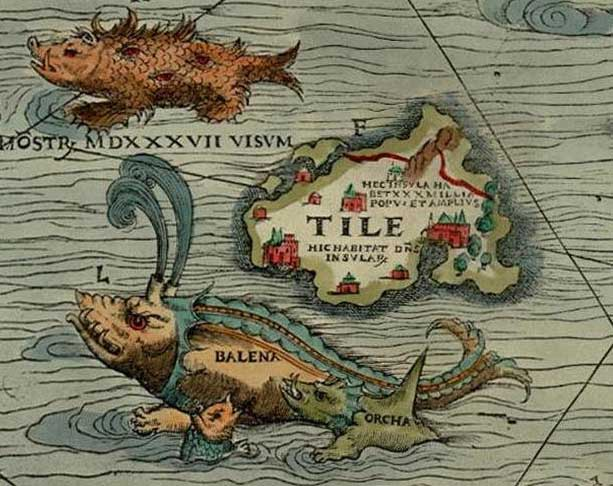
Фрагмент мапи Carta Marina (XVI ст.) із зображенням острова Туле, який, за переказами побачив Піфей.

Фантомні острови або острови-примари — острови, які за якогось часу вважалися існуючими і зображувались на географічних картах (деякі — протягом сторіч), але потім були видалені через те, що їх відсутність була достеменно доведена, або тому, що їх існування було визнано неймовірною більшістю спеціалістів.

## Опис
За походженням фантомні острови можна грубо розподілити на чотири типи.
Перший тип — це міфічні острови, відомості про які надійшли з легенд чи інших ненадійних чи невідомих джерел. До цього типу належить, наприклад, острів святого Брендана, який у середньовіччі вважався існуючим в північній Атлантиці на захід від Ірландії.
Фантомні острови другого типу є наслідком помилок у визначенні координат чи помилкової інтерпретації джерел: наприклад, острів Піпса з’явився на картах через помилку у вимірянні координат Фолклендських островів. 
Третій тип складають острови, що з’явилися внаслідок помилок у спостереженнях, коли за острів приймався якийсь інший об’єкт чи явище, чи такі, висновок про існування яких був зроблений на підставі непрямих свідоцтв. Наприклад, Невідома Південна земля (Terra Australis Incognita), зображалася на середньовічних картах з філософських міркувань про «збалансованість» земної кулі, а існування Землі Саннікова начебто підтверджувалося тим, що в її напрямку щороку летять перелітні птахи.
Острови четвертого типу дійсно могли існувати у минулому, але потім зникли внаслідок якихось природних процесів — вулканічного вибуху, розмивання морем тощо.
На відміну від фантомних островів, «загиблі острови» чи «загиблі континенти» — це землі, про які вважається, що вони існували за давно минулих часів, але зникли через природні катастрофи чи, наприклад, внаслідок підняття рівня моря після останнього Льодовикового періоду. Таким чином, острів-примара — це такий, що мабуть існує за теперішнього часу, але його існування не доведене; загибла земля мабуть існувала у минулому, але зараз безсумнівно не існує. Яскравими прикладами загиблих континентів є платонівська Атлантида чи міфічний континент Лемурія.

## Деякі відомі фантомні острови
- Антилія
- Бразиль
- Острів святого Брендана
- Острів Туле
- Риф Ернест-Легуве
- риф Марія-Тереза (острів Табор)
- Острів Піпса[en]
- Земля Санникова
- Земля Андрєєва